# Polykarbonátová deska

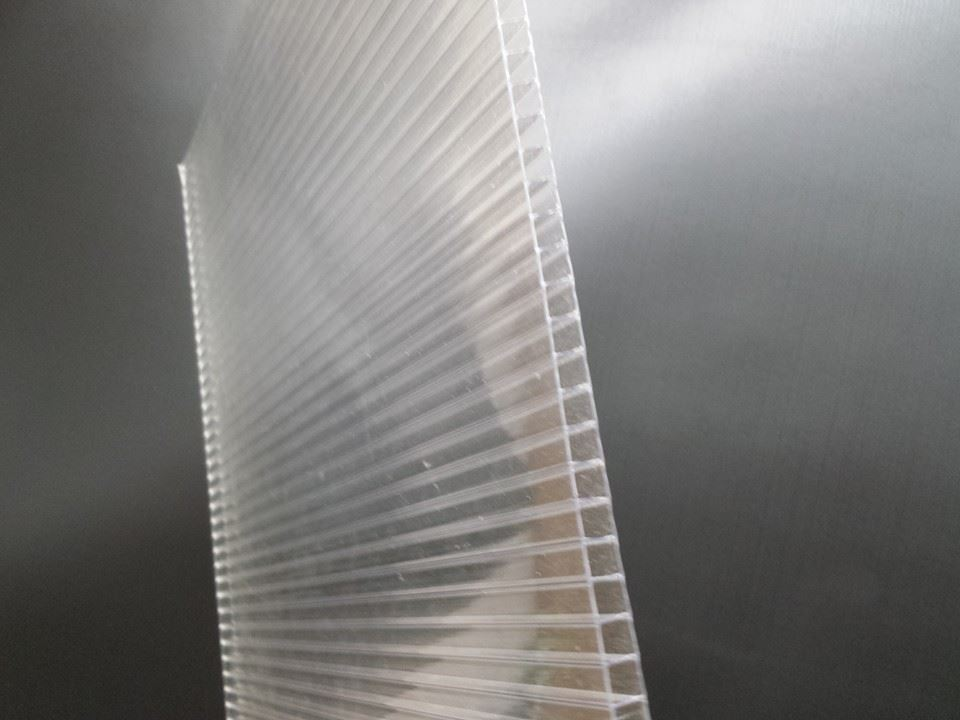
Polykarbonátová deska

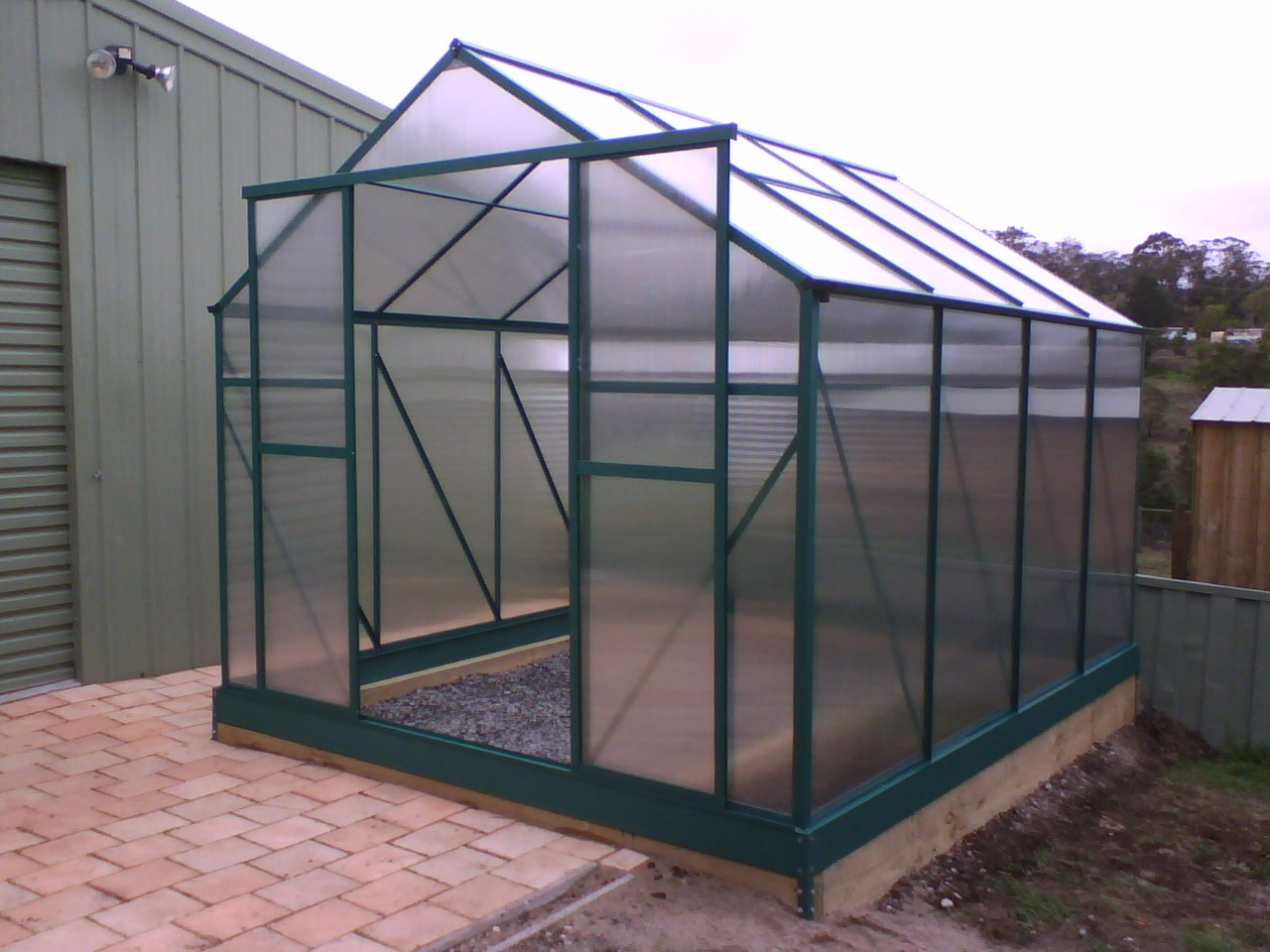
Polykarbonátový skleník

Polykarbonátová deska je plastový plát vyrobený z polykarbonátu. Polykarbonátové desky se využívají zejména ve stavebnictví a zahradním průmyslu. Mezi konkrétní produkty vyrobené z polykarbonátových desek patří skleníky nebo zahradní přístřešky. Dle potřeby se vyrábějí v různých tloušťkách, nejběžněji využívanými jsou desky tlusté 4 mm a 6 mm. Životnost polykarbonátu v průmyslovém a zahradním využití je 20 až 35 let. Díky filtru, který obsahují, jsou odolné vůči slunečním paprskům a UV záření.

## Typy polykarbonátových desek
Desky mohou být buď plné, nebo komůrkové, které se využívají zejména na stavbu skleníků. Dutinky obsahují vzduch a jsou uzpůsobeny tak, aby bylo dosaženo žádaného rozptylu slunečních paprsků při jejich dopadu do skleníku. To má velký význam zejména v zimě, kdy je žádoucí skleník temperovat. Polykarbonátové desky nemusejí být jen rovné. Vyrábějí se i vlnité, zámkové či trapézové.